# Контингент (Житомир)

ФК «Контингент» — український футзальний клуб з Житомира. Заснований у січні 2006 року. Після першого кола сезону 2010-2011 команда знялася з чемпіонату України з футзалу.

## Історія
Свій перший турнір команда «Контингент» провела 5.02.06 - «Кубок Шураві». Цей турнір присвячений пам'яті загиблих воїнів-інтернаціоналістів. «Контингент» посів на цьому турнірі 3 місце. У березні 2006 року на турнірі з міні-футболу «Кубок Новогуйвинська» команда зайняла 1 місце.
У квітні 2006 року команда в чвертьфіналі другої ліги зустрічалася з командою «Рятівнік» з міста Черкаси. Після двох матчів житомиряни були сильнішими. У півфіналі команда зустрічалася з ФК «БТІ» представником міста Києва. Після перемоги в Києві і нічиєї в Житомирі «Контингент» вийшов у фінал, де зустрівся з командою «Орбіта» міста Сквири. Фінальна гра проходила на нейтральному полі в Києві, і після перемоги над СК «Орбіта» команда завоювала кубок другої ліги, і отримала право грати у першій лізі України з футзалу серед команд майстрів.
Завдяки Житомирському обласному союзу ветеранів Афганської війни команда взяла участь у 14-му Чемпіонаті України з футзалу серед команд майстрів 1 ліги, в якому команді вдалося зайняти 5 місце з 9 учасників. 
СК «Контингент» за підтримки мера міста Житомира В.Т Шелудченко та відділу з питань фізичної культури та спорту Житомирської міської ради, а також Житомирської обласної Федерації міні-футболу (футзалу) з листопада 2006 року відкрили секцію з футзалу для дітей 11-16 років.
З наступного сезону «Контингент» дебютував у Вищій лізі і зайняв 11-те місце. В сезоні 2008/2009 команда посіла лише 13-те місце, а в третьому, і останньому, для неї в «еліті» 2009-2010 опинилася на останньому, 12-му місці.
За два дні (2 вересня 2010 року) до старту сезону 2010/2011 команда знялася зі змагань у Вищій лізі через фінансові труднощі . Команда продовжила виступи у першій лізі, проте фінансові проблеми не були вирішені і за чотири тури до фінішу через другу неявку на гру команду зняли з чемпіонату.